# Юань Синьюэ
Юань Синьюэ (кит. 袁心玥, англ. Yuan Xinyue; р. 21 декабря 1996, Чунцин, Китай) — китайская волейболистка, центральная блокирующая. Олимпийская чемпионка 2016.

## Биография
В 2009 12-летняя Юань Синьюэ была принята в молодёжную команду армейского волейбольного клуба «Байи» и уже через два года включена в состав юниорской сборной Китая, с которой в 2011 стала серебряным призёром, а в 2013 — победительницей чемпионата мира среди девушек. В 2013 с молодёжной командой Китая волейболистка первенствовала на Восточноазиатских играх.
В 2014 в возрасте 17 лет высокорослая (на тот момент её рост составлял уже 199 см) Юань Синьюэ дебютировала в национальной сборной Китая, приняв участие в розыгрыше Гран-при, а затем — в чемпионате мира, где стала серебряным призёром. В последующие 4 года спортсменка в составе сборной выиграла 6 медалей высшего достоинства, став чемпионкой Азии 2015, дважды победителем розыгрышей Кубка мира (2015 и 2019), олимпийской чемпионкой 2016, обладателем Всемирного Кубка чемпионов 2017, чемпионкой Азиатских игр 2018.
В 2013—2014 Юань Синьюэ выступала за команду «Гуандун Эвергрэнд», после чего вернулась в «Байи Кэмин». В 2015 в составе своего клуба волейболистка стала чемпионкой Китая и признана лучшей блокирующей первенства страны. В 2018 после того как «Байи» не попал в плей-офф чемпионата Китая, Юань Синьюэ перешла в «Цзянсу Зенит Стил» и в его составе стала бронзовым призёром национального первенства.   

### Клубная карьера
- 2013—2014 —  «Гуандун Эвергрэнд» (Гуанчжоу);
- 2014—2018 —  «Байи Кэмин»/«Байи Шэньчжэнь» (Шэньчжэнь);
- 2018—2021 —  «Цзянсу Чжунтянь Стил» (Чанчжоу);
- 2021—2024 —  «Тяньцзинь Бохай Бэнк» (Тяньцзинь);
- с 2024 —  «Вакыфбанк» (Стамбул).

## Достижения

### С клубами
- 4-кратная чемпионка Китая — 2015, 2022, 2023, 2024;
  - серебряный (2021) и бронзовый (2018) призёр чемпионатов Китая.
- чемпионка Турции 2025.

- бронзовый призёр клубного чемпионата мира 2023.
- серебряный призёр клубного чемпионата Азии 2016.

### Со сборными Китая
- Олимпийская чемпионка 2016.
- серебряный призёр чемпионата мира 2014;
  - бронзовый призёр чемпионата мира 2018.
- двукратный победитель розыгрышей Кубка мира — 2015, 2019.
- победитель розыгрыша Всемирного Кубка чемпионов 2017.
- серебряный (2023) и бронзовый (2018) призёр Лиги наций.
- двукратная чемпионка Азиатских игр — 2018, 2023.
- чемпионка Азии 2015.
- чемпионка Восточноазиатских игр 2013.
- чемпионка мира среди девушек 2013;
  - серебряный призёр чемпионата мира среди девушек 2011.
- серебряный призёр чемпионата Азии среди девушек 2012.

### Индивидуальные
- 2012: лучшая блокирующая чемпионата Азии среди девушек.
- 2013: MVP и лучшая блокирующая чемпионата мира среди девушек.
- 2015: лучшая блокирующая чемпионата Китая.
- 2017: лучшая центральная блокирующая (одна из двух) Всемирного Кубка чемпионов.
- 2018: лучшая блокирующая чемпионата Китая.
- 2021: лучшая центральная блокирующая (одна из двух) чемпионата Китая.
- 2023: лучшая центральная блокирующая (одна из двух) Лиги наций.
- 2024: лучшая центральная блокирующая (одна из двух) чемпионата Китая.